# Richard Mank
Richard Mank (Leiderdorp, 4 februari 1980) is een Nederlandse voetbalcoach. Hij was als hoofdtrainer actief bij de vrouwen van Excelsior en NAC Breda. Sinds 2025 is Mank werkzaam bij de KNVB binnen het Jeugdplan Nederland.

## Carrière
Mank is begonnen met de jeugdopleiding bij AFC Ajax, AZ en SV Argon. Op 8 december 2014 werd bekend dat Mank zal vertrekken bij SV Slikkerveer na 4 jaar, naast trainer-coach van het eerste elftal, zal hij ook als hoofd jeugdopleiding stoppen. Op 22 februari 2015 werd bekend dat Mank werd trainer van VV Cabauw maar na 1 seizoen vertrok hij alweer bij VV Cabauw.
Op 1 juli 2018 werd hij trainer van Excelsior. Hij volgde Sander Luiten op.
Op 7 februari 2021 tekende hij contract tot met eind 2024. Sindsdien is hij ook trainer van de SC Excelsior-amateurs. Hij gaat dit combineren met Excelsior Vrouwen.
In 2024 woerd bekend dat Mank stopt bij Excelsior, korte tijd later blijkt dat hij trainer wordt van NAC, dat met een vrouwenelftal ging beginnen. In zijn debuutseizoen leidde Mank de Bredase club naar Divisie A van de Vrouwen Eerste divisie, waar vervolgens een derde plaats werd behaald. Door het opheffen van Fortuna Sittard mocht NAC Breda alsnog promoveren naar de Vrouwen Eredivisie. Mank besloot echter om aan de slag te gaan bij de KNVB binnen het Jeugdplan Nederland.